# Valgkredse i Danmark
Valgkredsene til folketingsvalg i Danmark er opbygget af Opstillingskredse, Storkredse og Landsdele. Disse valgkredse er områderne hvorfra kandidater vælges til Folketinget. Personlige stemmer kan kun afgives for de kandidater, der stiller op i den storkreds, hvor man bor.

## Valgkredse fra 2007
På grund af Strukturreformen blev inddelingen i valgkredse ændret fra januar 2007. Inddelingen er sket på baggrund af forslag som et udvalg med repræsentanter for partierne offentliggjorde den 24. februar 2006. Forslaget blev fremsat i Folketinget den 5. april 2006 af Indenrigs- og Sundhedsministeren og vedtaget i ændret form den 2. juni 2006.
De tre gamle landsdele blev afløst af tre nye landsdele. De 17 amts- og storkredse blev afløst af 10 nye storkredse. De 103 opstillingskredse blev afløst af 92 nye opstillingskredse. 

### A.Landsdel Hovedstaden
Hovedstaden har i alt 39 kredsmandater og 11 tillægsmandater (2015):

#### 1.Københavns Storkreds
København har 16 kredsmandater (2015).
1. Østerbrokredsen med ca. 51.200 vælgere bestående af en del af Københavns Kommune
2. Sundbyvesterkredsen med ca. 34.300 vælgere bestående af en del af Københavns Kommune
3. Indre Bykredsen med ca. 37.600 vælgere bestående af en del af Københavns Kommune
4. Sundbyøsterkredsen med ca. 36.800 vælgere bestående af en del af Københavns Kommune
5. Nørrebrokredsen med ca. 52.400 vælgere bestående af en del af Københavns Kommune
6. Bispebjergkredsen med ca. 34.400 vælgere bestående af en del af Københavns Kommune[1]
7. Brønshøjkredsen med ca. 53.100 vælgere bestående af en del af Københavns Kommune
8. Valbykredsen med ca. 34.200 vælgere bestående af en del af Københavns Kommune
9. Vesterbrokredsen med ca. 37.300 vælgere bestående af en del af Københavns Kommune
10. Falkonerkredsen med ca. 36.800 vælgere bestående af en del af Frederiksberg Kommune
11. Slotskredsen med ca. 34.900 vælgere bestående af en del af Frederiksberg Kommune
12. Tårnbykredsen med ca. 39.000 vælgere bestående af Tårnby og Dragør Kommuner.

I alt: ca. 482.000 vælgere

#### 2.Københavns Omegns Storkreds
Københavns Omegn har 11 kredsmandater (2015). 
1. Gentoftekredsen med ca. 49.600 vælgere bestående af Gentofte Kommune.
2. Lyngbykredsen med ca. 38.200 vælgere bestående af Lyngby-Taarbæk Kommune.
3. Gladsaxekredsen med ca. 44.900 vælgere bestående af Gladsaxe Kommune.
4. Rødovrekredsen med ca. 46.500 vælgere bestående af Rødovre og Herlev Kommuner.
5. Hvidovrekredsen med ca. 36.200 vælgere bestående af Hvidovre Kommune.
6. Brøndbykredsen med ca. 46.400 vælgere bestående af Brøndby, Ishøj og Vallensbæk Kommuner.
7. Taastrupkredsen med ca. 50.700 vælgere bestående af Høje-Taastrup og Albertslund Kommuner.
8. Ballerupkredsen med ca. 49.600 vælgere bestående af Ballerup og Glostrup Kommuner.

I alt: ca. 362.100 vælgere

#### 3.Nordsjællands Storkreds
Nordsjælland har 10 kredsmandater (2015).
(Består fra Frederiksborg Amt og dele af Københavns Amt (de hidtidige Ledøje-Smørum, Værløse og Søllerød kommuner)).
1. Helsingørkredsen med ca. 44.400 vælgere bestående af Helsingør Kommune.
2. Fredensborgkredsen med ca. 45.100 vælgere bestående af Fredensborg og Hørsholm Kommuner.
3. Hillerødkredsen med ca. 62.100 vælgere bestående af Hillerød og Gribskov Kommuner.
4. Frederikssundkredsen med ca. 54.200 vælgere bestående af Frederikssund og Halsnæs Kommuner.
5. Egedalkredsen med ca. 53.700 vælgere bestående af Egedal og Furesø Kommuner.
6. Rudersdalkredsen med ca. 54.900 vælgere bestående af Rudersdal og Allerød Kommuner.

I alt: ca. 314.400 vælgere

#### 4.Bornholms Storkreds
Bornholm har 2 kredsmandater (2015).
1. Rønnekredsen: (del af Bornholms Regionskommune) med ca. 16.000 vælgere).
2. Aakirkebykredsen:  (del af Bornholms Regionskommune) med ca. 17.300 vælgere).

I alt: ca. 33.300 vælgere

### B.Landsdel Sjælland-Syddanmark
Sjælland-Syddanmark har i alt 50 kredsmandater og 15 tillægsmandater (2015):

#### 5.Sjællands Storkreds
Sjælland har 20 kredsmandater (2015).
1. Lollandkredsen med ca. 38.300 vælgere bestående af Lolland Kommune
2. Guldborgsundkredsen med ca. 49.400 vælgere bestående af Guldborgsund Kommune
3. Vordingborgkredsen med ca. 35.400 vælgere bestående af Vordingborg Kommune
4. Næstvedkredsen med ca. 59.200 vælgere bestående af Næstved Kommune
5. Faxekredsen med ca. 42.300 vælgere bestående af Faxe Kommune og Stevns Kommune
6. Køgekredsen med ca. 59.200 vælgere bestående af Køge Kommune og Lejre Kommune
7. Grevekredsen med ca. 49.100 vælgere bestående af Greve Kommune og Solrød Kommune.
8. Roskildekredsen med ca. 58.600 vælgere bestående af Roskilde Kommune
9. Holbækkredsen med ca. 49.000 vælgere bestående af Holbæk Kommune
10. Kalundborgkredsen med ca. 62.100 vælgere bestående af Kalundborg Kommune og Odsherred Kommune
11. Ringstedkredsen med ca. 43.800 vælgere bestående af Ringsted Kommune og Sorø Kommune
12. Slagelsekredsen med ca. 57.000 vælgere bestående af Slagelse Kommune

I alt: ca. 603.400 vælgere

#### 6.Fyns Storkreds
Fyn har 12 kredsmandater (2015).  
1. Odense Østkredsen med ca. 48.500 vælgere bestående af en del af Odense Kommune
2. Odense Vestkredsen med ca. 41.500 vælgere bestående af en del af Odense Kommune
3. Odense Sydkredsen med ca. 49.200 vælgere bestående af en del af Odense Kommune
4. Assenskredsen med ca. 30.600 vælgere bestående af Assens Kommune
5. Middelfartkredsen med ca. 48.400 vælgere bestående af Middelfart Kommune og Nordfyns Kommune
6. Nyborgkredsen med ca. 40.500 vælgere bestående af Nyborg Kommune og Kerteminde Kommune
7. Svendborgkredsen med ca. 55.200 vælgere bestående af Svendborg Kommune og Langeland Kommune
8. Faaborgkredsen med ca. 43.900 vælgere bestående af Faaborg-Midtfyn Kommune og Ærø Kommune

I alt: ca. 357.800 vælgere

#### 7.Sydjyllands Storkreds
Sydjylland har 18 kredsmandater (2015).
1. Sønderborgkredsen med ca. 56.200 vælgere bestående af Sønderborg Kommune
2. Aabenraakredsen med ca. 43.400 vælgere bestående af Aabenraa Kommune.
3. Tønderkredsen med ca. 30.100 vælgere bestående af Tønder Kommune.
4. Esbjerg Bykredsen med ca. 48.600 vælgere bestående af en del af Esbjerg Kommune samt Fanø Kommune
5. Esbjerg Omegnskredsen med ca. 38.800 vælgere bestående af en del af Esbjerg Kommune
6. Vardekredsen med ca. 35.900 vælgere bestående af Varde Kommune
7. Vejenkredsen med ca. 49.300 vælgere bestående af Vejen Kommune og Billund Kommune.
8. Vejle Nordkredsen med ca. 37.100 vælgere bestående af en del af Vejle Kommune
9. Vejle Sydkredsen med ca. 38.300 vælgere bestående af en del af Vejle Kommune
10. Fredericiakredsen med ca. 36.700 vælgere bestående af Fredericia Kommune
11. Kolding Nordkredsen med ca. 29.700 vælgere bestående af en del af Kolding Kommune
12. Kolding Syd-kredsen med ca. 34.100 vælgere bestående af en del af Kolding Kommune
13. Haderslevkredsen med ca. 41.500 vælgere bestående af Haderslev Kommune

I alt: ca. 519.700 vælgere

### C.Landsdel Midtjylland-Nordjylland
Midtjylland-Nordjylland har i alt 46 kredsmandater og 14 tillægsmandater (2015):

#### 8.Østjyllands Storkreds
Østjylland har 18 kredsmandater (2015).
1. Århus Sydkredsen med ca. 52.700 vælgere bestående af en del af Århus Kommune
2. Århus Vestkredsen med ca. 54.400 vælgere bestående af en del af Århus Kommune
3. Århus Nordkredsen med ca. 54.800 vælgere bestående af en del af Århus Kommune
4. Århus Østkredsen med ca. 57.900 vælgere bestående af en del af Århus Kommune
5. Djurskredsen med ca. 58.700 vælgere bestående af Norddjurs Kommune og Syddjurs Kommune
6. Randers Nordkredsen med ca. 34.200 vælgere bestående af en del af Randers Kommune
7. Randers Sydkredsen med ca. 35.200 vælgere bestående af en del af Randers Kommune
8. Favrskovkredsen med ca. 31.500 vælgere bestående af Favrskov Kommune
9. Skanderborgkredsen med ca. 57.500 vælgere bestående af Odder Kommune, Samsø Kommune og Skanderborg Kommune
10. Horsenskredsen med ca. 56.500 vælgere bestående af Horsens Kommune
11. Hedenstedkredsen med ca. 31.700 vælgere bestående af Hedensted Kommune

I alt: ca. 525.100 vælgere

#### 9.Vestjyllands Storkreds
Vestjylland har 13 kredsmandater (2015).
1. Struerkredsen med ca. 33.700 vælgere bestående af Lemvig og Struer Kommuner
2. Skivekredsen med ca. 36.100 vælgere bestående af Skive Kommune
3. Viborg Vestkredsen med ca. 35.500 vælgere bestående af en del af Viborg Kommune
4. Viborg Østkredsen med ca. 30.700 vælgere bestående af en del af Viborg Kommune
5. Silkeborg Nordkredsen med ca. 30.100 vælgere bestående af en del af Silkeborg Kommune
6. Silkeborg Sydkredsen med ca. 31.700 vælgere bestående af en del af Silkeborg Kommune
7. Ikastkredsen med ca. 28.500 vælgere bestående af Ikast-Brande Kommune
8. Herning Sydkredsen med ca. 30.300 vælgere bestående af en del af Herning Kommune
9. Herning Nordkredsen med ca. 30.500 vælgere bestående af en del af Herning Kommune
10. Holstebrokredsen med ca. 41.700 vælgere bestående af Holstebro Kommune
11. Ringkøbingkredsen med 41.800 vælgere bestående af Ringkøbing-Skjern Kommune

I alt: ca. 370.600 vælgere

#### 10.Nordjyllands Storkreds
Nordjylland har 15 kredsmandater (2015).
1. Frederikshavnkredsen med ca. 50.400 vælgere bestående af  Frederikshavn og Læsø Kommuner
2. Hjørringkredsen med ca. 50.500 vælgere bestående af Hjørring Kommune
3. Brønderslevkredsen med ca. 55.500 vælgere bestående af Brønderslev og Jammerbugt Kommuner
4. Thistedkredsen med ca. 51.200 vælgere bestående af Thisted og Morsø Kommuner
5. Himmerlandkredsen med ca. 48.900 vælgere bestående af Vesthimmerlands og Rebild Kommuner
6. Mariagerfjordkredsen med ca. 31.000 vælgere bestående af Mariagerfjord Kommune
7. Aalborg Østkredsen med ca. 54.000 vælgere bestående af en del af Aalborg Kommune
8. Aalborg Vestkredsen med ca. 46.000 vælgere bestående af en del af Aalborg Kommune
9. Aalborg Nordkredsen med ca. 46.000 vælgere bestående af en del af Aalborg Kommune

I alt: ca. 433.500 vælgere

## Opgørelse af valget
Se også opgørelse af folketingsvalg.
De fire kreds-niveauer; hele landet, landsdele, storkredse og opstillingskredse, spiller hver sin rolle i opgørelsen af et folketingsvalg. Det danske valgsystem er et forholdstalsvalg og er indrettet således at de 175 danske mandater (de fire resterende vælges med to på Færøerne og to på Grønland) er delt op på 135 kredsmandater og 40 tillægsmandater.

### Den femårige stedlige fordeling af mandaterne
Hvert 5. år fastsættes det ud fra folketal, vælgertal og areal, hvor mange kredsmandater der er i hver storkreds, og hvor mange tillægsmandater der er i hver landsdel. Bornholms Storkreds er dog sikret mindst to kredsmandater. 
|                                        | 2005              | 2005            | 2010              | 2010            | 2015              | 2015            | 2020              | 2020            | 2025              | 2025     |
| -------------------------------------- | ----------------- | --------------- | ----------------- | --------------- | ----------------- | --------------- | ----------------- | --------------- | ----------------- | -------- |
| kreds- mandater                        | tillægs- mandater | kreds- mandater | tillægs- mandater | kreds- mandater | tillægs- mandater | kreds- mandater | tillægs- mandater | kreds- mandater | tillægs- mandater |          |
| Københavns storkreds                   | 15                |                 | 15                |                 | 16                |                 | 17                |                 | 17                |          |
| Københavns Omegns storkreds            | 11                | 12              | 11                | 11              | 11                |                 |                   |                 |                   |          |
| Nordsjællands storkreds                | 10                | 10              | 10                | 10              | 10                |                 |                   |                 |                   |          |
| Bornholms storkreds                    | 2                 | 2               | 2                 | 2               | 2                 |                 |                   |                 |                   |          |
| landsdel Hovedstaden i alt             | 38                | 11              | 39                | 10              | 39                | 11              | 40                | 11              | 40                | 12       |
| Sjællands storkreds                    | 21                |                 | 20                |                 | 20                |                 | 20                |                 | 20                |          |
| Fyns storkreds                         | 12                | 12              | 12                | 12              | 12                |                 |                   |                 |                   |          |
| Sydjyllands storkreds                  | 18                | 18              | 18                | 17              | 17                |                 |                   |                 |                   |          |
| landsdel Sjælland-Syddanmark i alt     | 51                | 15              | 50                | 16              | 50                | 15              | 49                | 15              | 49                | 14       |
| Østjyllands storkreds                  | 17                |                 | 18                |                 | 18                |                 | 18                |                 | 19                |          |
| Vestjyllands storkreds                 | 14                | 13              | 13                | 13              | 13                |                 |                   |                 |                   |          |
| Nordjyllands storkreds                 | 15                | 15              | 15                | 15              | 14                |                 |                   |                 |                   |          |
| landsdel Midtjylland-Nordjylland i alt | 46                | 14              | 46                | 14              | 46                | 14              | 46                | 14              | 46                | 14       |
| HELE LANDET                            | 135               | 40              | 135               | 40              | 135               | 40              | 135               | 40              | 135               | 40       |
| folketingsvalg med fordelingen         | FV 2007           | FV 2007         | FV 2011           | FV 2011         | FV 2015 FV 2019   | FV 2015 FV 2019 | FV 2022           | FV 2022         | Næste FV          | Næste FV |

Den næste stedlige fordeling vil blive udarbejdet i løbet af første kvartal 2030.

### Mandaternes fordeling på lister og kandidater på valgnatten
Når stemmerne er talt op beregnes først, på storkredsniveau, hvor mange kredsmandater hvert parti og evt. løsgængere har vundet. Har man ikke vundet nogen kredsmandater, er der to regler, der muliggør, at man kan få et eller flere tillægsmandater, hvoraf man skal opfylde mindst den ene af dem. Enten skal man have opnået 2% af samtlige gyldige stemmer i hele landet, eller man skal i to landsdele have opnået et stemmetal der er større end det gennemsnitlige antal gyldige stemmer pr. kredsmandat i de to pågældende landsdele. Har man ikke fået minimum et kredsmandat og opfylder man ikke nogen af disse to regler bliver man ikke repræsenteret i Folketinget (spærregrænsen).
De to betingelser, udtrykt ved faktiske værdier på baggrund af resultatet af folketingsvalget 2011.
| FV 2011 (15. september)         | Hele landet | Hovedstaden | Sjælland-Syddanmark | Midtjylland-Nordjylland |
| ------------------------------- | ----------- | ----------- | ------------------- | ----------------------- |
| Gyldige stemmer pr. kredsmandat | ·           | 27.125      | 25.972              | 25.845                  |
| 2% af gyldige stemmer           | 70.908      | .           | .                   | .                       |

At der skal en del flere stemmer til et kredsmandat i landsdel Hovedstaden, er en konsekvens af at storkredsenes areal spiller ind i fordelingen af antal kredsmandater.
På baggrund af stemmerne i hele landet, på de partier (og evt. løsgængere) der bliver repræsenteret i Folketinget, beregnes det herefter hvor mange mandater hvert parti skal have. Det er her at valget bliver et forholdstalsvalg. Man får altså lige så mange mandater procentuelt set som ens stemmeandel berettiger til (største brøks metode), idet tillægsmandaterne fordeles på landsdelsniveau så det samlede mandat-antal pr. parti kommer til at passe. (Da man ikke kan tildele halve og kvarte mandater vil det faktiske forhold dog afvige lidt fra det ideelle.) 
Herefter afgøres det på baggrund af de personlige stemmer hvilke kreds- og tillægsmandater der tilfalder hvilke kandidater og i hvilke opstillingskredse de falder. I denne beregning tildeles kandidaterne, afhængigt af hvilken opstillingsmetode kandidaternes partier benytter, alle ikke personlige stemmer på partiet (partistemmer) i den eller de opstillingskredse hvor de er opstillet. Hvis flere kandidater fra samme parti er opstillet i samme opstillingskreds (sideordnet opstilling), tildeles de partistemmer i forhold til deres indbyrdes personlige stemmetal. Hvis et parti benytter såkaldt partiliste-opstilling tildeles alle partistemmer til den kandidat der står øverst på stemmeseddelen blandt partiets kandidater.
For en gennemgang af metoden til beregning af mandater se Opgørelse af folketingsvalg.

## Valgkredse før 2007
Indtil Strukturreformen 1. januar 2007 benyttedes begreberne amtskreds, storkreds og opstillingskreds i forbindelse med folketingsvalg i Danmark. Danmark (fraregnet Færøerne og Grønland) var opdelt i 3 landsdele: København-Frederiksberg, Øerne og Jylland. Landsdelene var inddelt i 17 valgkredse som hed storkredse i København-Frederiksberg, og amtskredse i resten af landet. Amts- og storkredsene var igen opdelt i 103 opstillingskredse.
De enkelte valgkredse og deres mandattal fra år 2000 var:

### Landsdel København-Frederiksberg
København-Frederiksberg havde i alt 14 kredsmandater og 4 tillægsmandater:
- Søndre Storkreds: 4 kredsmandater
- Østre Storkreds: 6 kredsmandater
- Vestre Storkreds: 4 kredsmandater

### Landsdel Øerne
Øerne havde i alt 57 kredsmandater og 16 tillægsmandater:
- Københavns Amtskreds: 14 kredsmandater
- Frederiksborg Amtskreds: 9 kredsmandater
- Roskilde Amtskreds: 5 kredsmandater
- Vestsjællands Amtskreds: 8 kredsmandater
- Storstrøms Amtskreds: 7 kredsmandater
- Bornholms Amtskreds: 2 kredsmandater
- Fyns Amtskreds: 12 kredsmandater

### Landsdel Jylland
Jylland havde i alt 64 kredsmandater og 20 tillægsmandater:
- Sønderjyllands Amtskreds: 7 kredsmandater
- Ribe Amtskreds: 6 kredsmandater
- Vejle Amtskreds: 9 kredsmandater
- Ringkøbing Amtskreds: 7 kredsmandater
- Århus Amtskreds: 16 kredsmandater
- Viborg Amtskreds: 6 kredsmandater
- Nordjyllands Amtskreds: 13 kredsmandater